# Котикян, Арман Ананиевич
Арман Ананиевич Котикян (15 [27] сентября 1896, Трабзон — 3 октября 1968, Ереван) — советский армянский актер, Народный артист Армянской ССР (1967).

## Биография
Родился в 1896 году в Трапезунде, Турция.
На сцене с 1918 года, в 1920—1936 годах жил во Франции, в Париже играл в армянских театральных труппах.
В 1936 году эмигрировал в СССР и поступил в 1-й Государственный театр Армении.
Критикой неоднократно характеризовался как колоритнейший комедийный актёр.
Снимался в ряде кинофильмов киностудии «Арменфильм».
В 1967 году удостоен звания Народный артист Армянской ССР.
Умер в 1968 году в Ереване.

## Фильмография
- 1943 — Давид-Бек — Ахмет
- 1959 — Её фантазия — профессор
- 1959 — 01-99 — Погос
- 1960 — Голоса нашего квартала — портной
- 1960 — Парни музкоманды — Йоганн Штерлинг
- 1961 — Тжвжик — Овсеп
- 1964 — Мнимый доносчик — Юсепик-ага
- 1967 — Каринэ — адвокат Сисакян